# Афанасьева, Таисия Ивановна
Таи́сия Ива́новна Афана́сьева — советский хозяйственный, государственный и политический деятель, Герой Социалистического Труда.

## Биография
Родилась в 1947 году в деревне Поваркасы Цивильского района Чувашской АССР в многодетной семье.  
С 1963 года — на хозяйственной, общественной и политической работе. В 1963—1997 гг. — прядильщица Чебоксарского хлопчатобумажного комбината имени 60-летия Союза ССР Министерства текстильной промышленности РСФСР, за девятую пятилетку выполнила два пятилетних плана, за десятую пятилетку — 11 годовых планов, за одиннадцатую — 12 годовых планов.
Указом Президиума Верховного Совета СССР от 13 декабря 1985 года присвоено звание Героя Социалистического Труда с вручением ордена Ленина и золотой медали «Серп и Молот». Член КПСС.
Избиралась депутатом Верховного Совета РСФСР 10-го созыва. Живёт в Чебоксарах.

## Награды
- Заслуженный работник промышленности Чувашской АССР (1976).
- Почётный гражданин Цивильского района (2004).